# Raymond Pierson
Pour les articles homonymes, voir Pierson.
Raymond Pierson est un acteur français, actif des années 1950 aux années 1980.

## Filmographie

### Cinéma
- 1949 : Le Grand Cirque de Georges Péclet : Un pilote
- 1951 : Le Costaud des Batignolles de Guy Lacourt : Un badeau
- 1953 : Le Gang des pianos à bretelles ou Gangsters en jupons de Gilles de Turenne : Un spectateur
- 1958 : Oh ! Qué mambo de John Berry
- 1958 : Les Vignes du Seigneur de Jean Boyer : Un passant
- 1962 : Paris champagne de Pierre Armand
- 1963 : Cherchez l'idole de Michel Boisrond : Un spectateur
- 1963 : Maigret voit rouge de Gilles Grangier : Un agent
- 1964 : Relaxe-toi chérie de Jean Boyer
- 1964 : La Nuit des généraux d'Anatole Litvak : Un officier allemand
- 1965 : Paris brûle-t-il ? de René Clément
- 1965 : Fantomas se déchaîne de André Hunebelle : Un homme au wagon-restaurant
- 1966 : La Grande Vadrouille de Gérard Oury : Un soldat allemand
- 1967 : Le Samouraï de Jean-Pierre Melville
- 1968 : Le Cerveau de Gérard Oury : Le passant devant l'OTAN
- 1968 : Sous le signe du taureau de Gilles Grangier : Le barman du Trianon-Palace
- 1968 : Les Gros Malins de Raymond Leboursier
- 1968 : Le Clan des Siciliens d'Henri Verneuil : Un passager à Orly
- 1969 : Les Caprices de Marie de Philippe de Broca : Un invité
- 1969 : L'Arbre de Noël de Terence Young
- 1974 : Les Tringleuses d'Alphonse Beni : Le commissaire
- 1975 : Introductions ou Les Weekends d'un couple pervers de Jean Desvilles
- 1975 : Porno Party de Lucien Hustaix
- 1976 : Massages pornos de Jean Desvilles
- 1977 : Vicieuses et insatisfaites d'Henri Zaphiratos
- 1977 : Train spécial pour Hitler d'Alain Payet
- 1978 : L'Hypothèse du tableau volé de Raoul Ruiz

### Télévision
- 1967 : Les Enquêtes du commissaire Maigret, épisode Cécile est morte de Claude Barma : Un homme au cinéma
- 1967 : Les Enquêtes du commissaire Maigret, épisode La Tête d'un homme de René Lucot : Un brigadier à la Citanguette
- 1968 : Les Enquêtes du commissaire Maigret, épisode Félicie est là de Claude Barma : Un agent de police dans les couloirs de la P.J.
- 1971 : Tang, épisodes 1 et 10 d'André Michel (série télévisée) : Un consommateur / un agent de police
- 1971 : Les Enquêtes du commissaire Maigret, épisode Maigret et le fantôme de René Lucot : Un agent de police qui retient les badauds
- 1971 : Les Enquêtes du Commissaire Maigret, épisode Maigret aux assises de Marcel Cravenne : Un agent de police
- 1980 : Médecins de nuit de Jean-Pierre Moscardo, épisode : La décapotable (série télévisée)